# Notices of the American Mathematical Society
Notices of the American Mathematical Society is een wiskundig tijdschrift dat wordt uitgegeven door de American Mathematical Society. Het tijdschrift verschijnt een keer per maand, behalve in de zomer, wanneer men een gecombineerde juni/juli uitgave uitbrengt. Het is het in de wereld meest gelezen wiskundig tijdschrift, aangezien het wereldwijd wordt verzonden naar de ongeveer 30.000 leden van de American Mathematical Society.  
De huidige (2008) hoofdredacteur is Andy Magid. 